# Vimana (architecture)

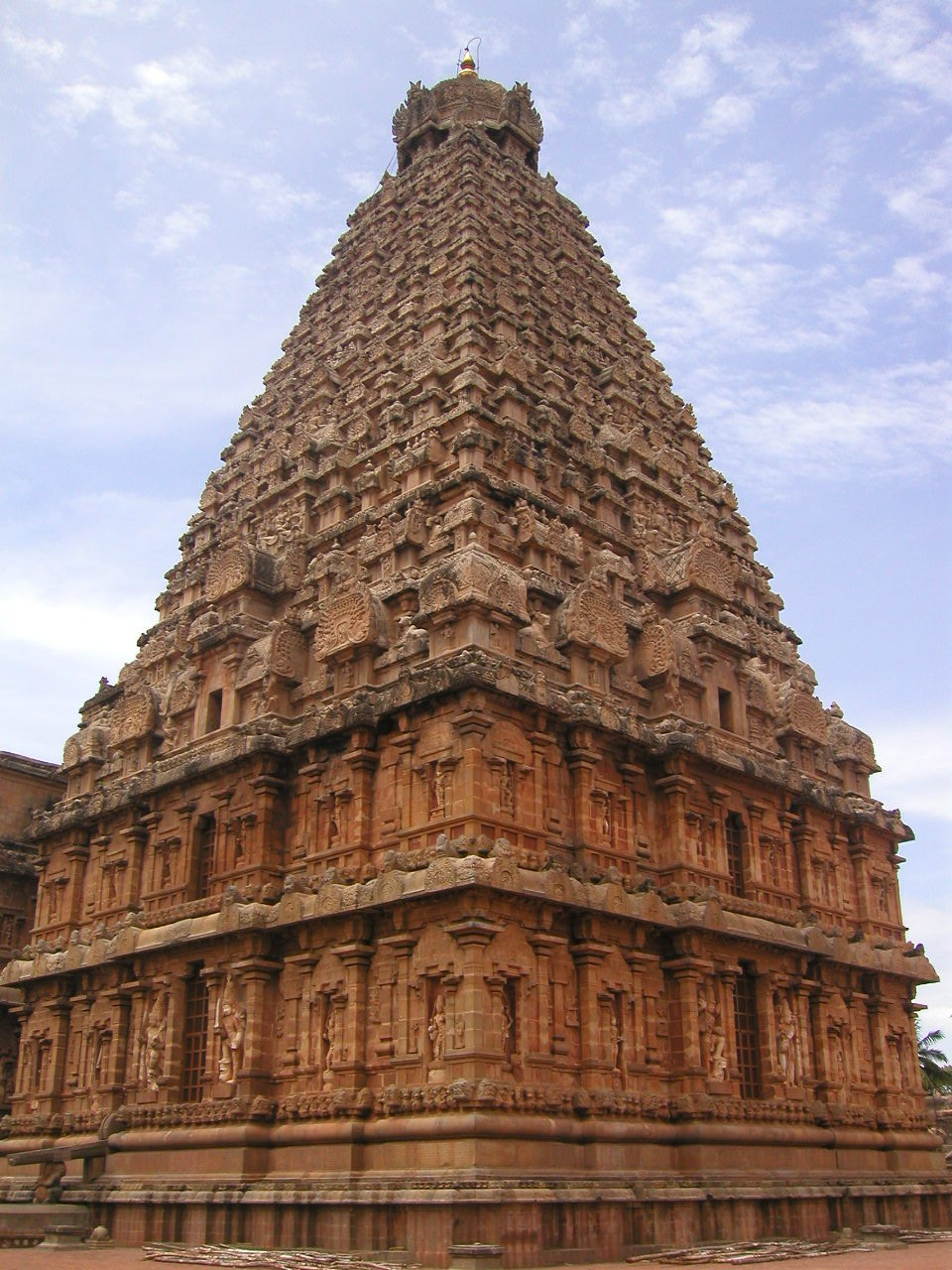
Vimana du Temple de Brihadesvara à Tanjore

En termes d'architecture, un vimāna ou vimānam est une construction qui recouvre et protège le saint des saints (garbha griha)) où se trouve la divinité du temple. Le plus souvent il est de forme pyramidale. Il est typique de l'architecture dravidienne des temples hindouistes de l'Inde du sud ,,.

## Architecture
Les temples de cette architecture dravidienne sont en général de grands temples, avec de hautes tours appelées gopuras au milieu de chaque côté de l'enceinte rectangulaire du temple.
Le Saint des Saints (garbha griha) est bâti sur un plan carré. Le vimāna recouvre et protège ce sanctuaire. En général, il est moins haut et moins décoré que les gopuras. C'est une image de l'hindouisme avec un monde des dieux très visible symbolisé par ces tours monumentales très décorées (gopuras). À l'inverse, le sanctuaire et son vimāna symbolise le Brahman non manifesté par ses petites dimensions et sa discrétion 
La signification originelle de vimāna est "char des dieux" dans la culture indienne. 

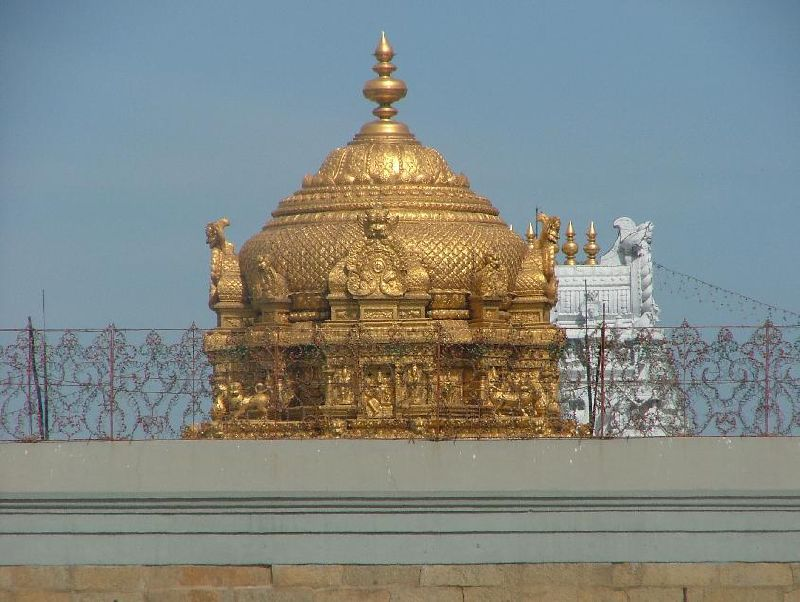
Shikhara du vimana en or du Temple de Venkateswara à Tirumala

## Temples avec un vimana remarquable
- Le temple de Venkateswara à Tirumala, près de Tirupati dans l'Andhra Pradesh est un contre-exemple, car il présente en son centre un vimana doré, presque aussi haut que les gopuras.
- Le Kanaka Sabha ou Ponnambalam (« Salle d'or ») du temple de Thillai Nataraja à Chidambaram est entièrement recouvert de plaques d'or.
- Le Temple de Brihadesvara à Tanjore contient le plus grand de tous les vimanas (66 m de hauteur).

## Galerie

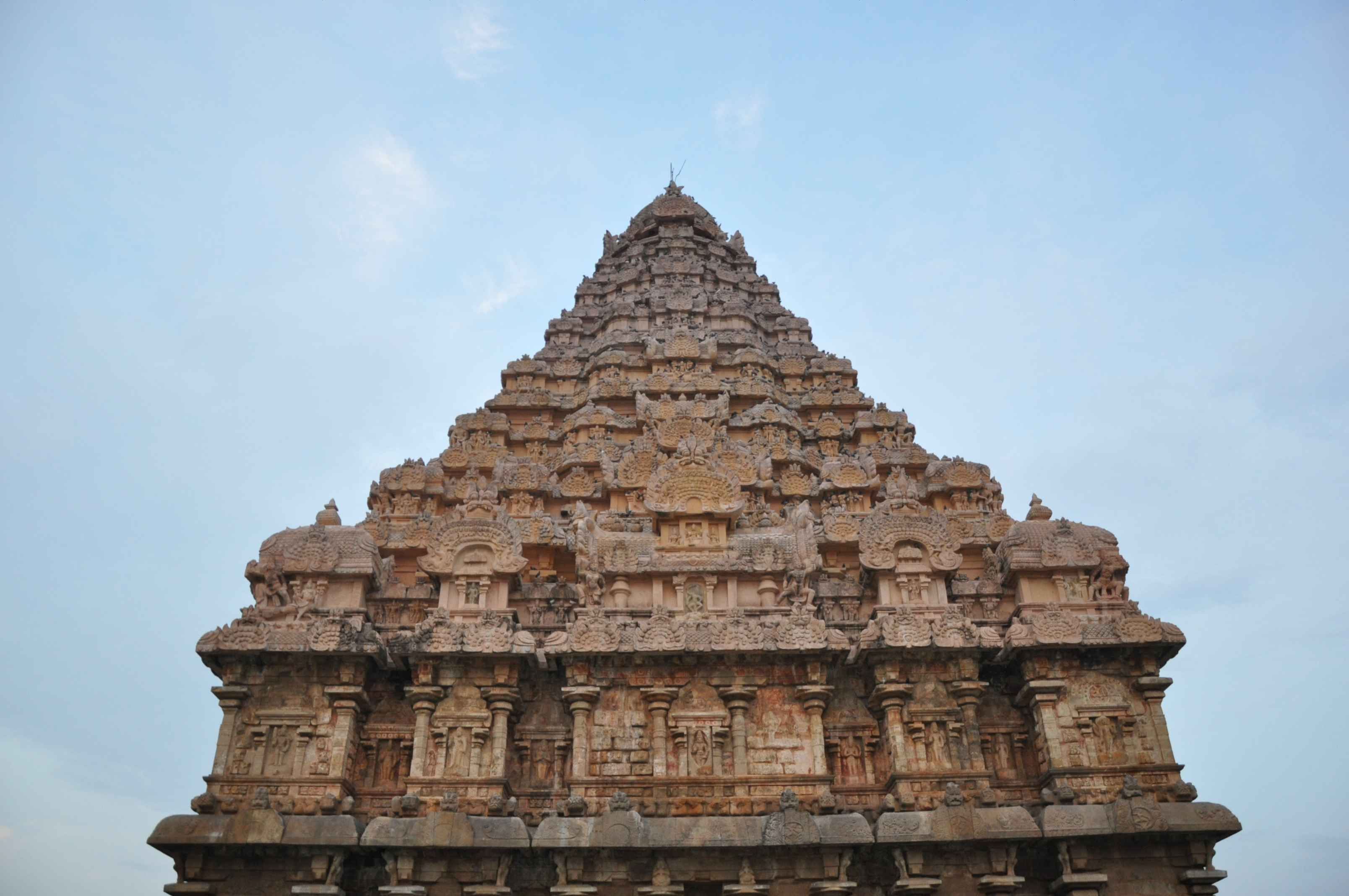
Vimana du temple de Gangaikondacholapuram
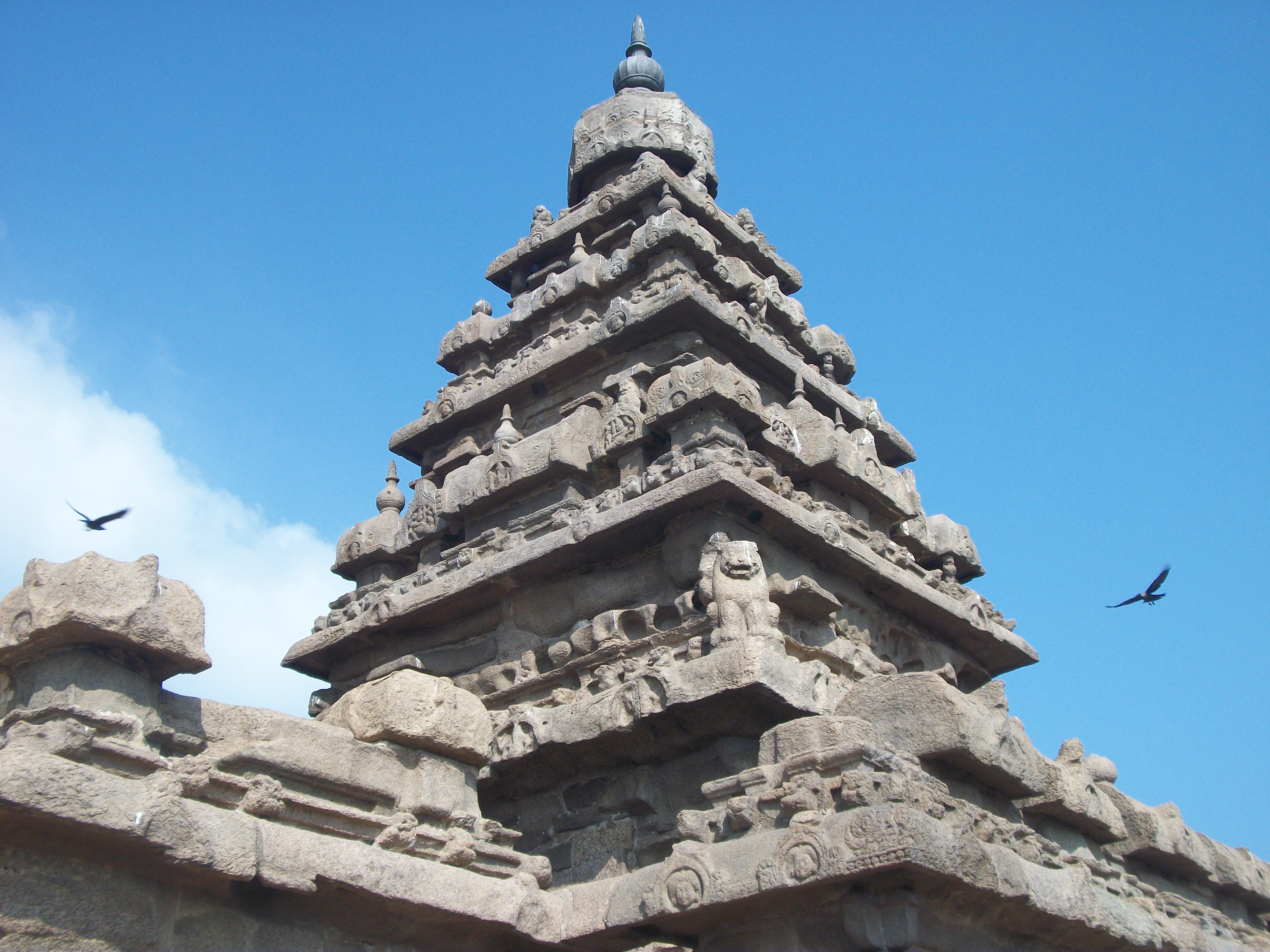
Vimana du Temple du Rivage de Mahabalipuram
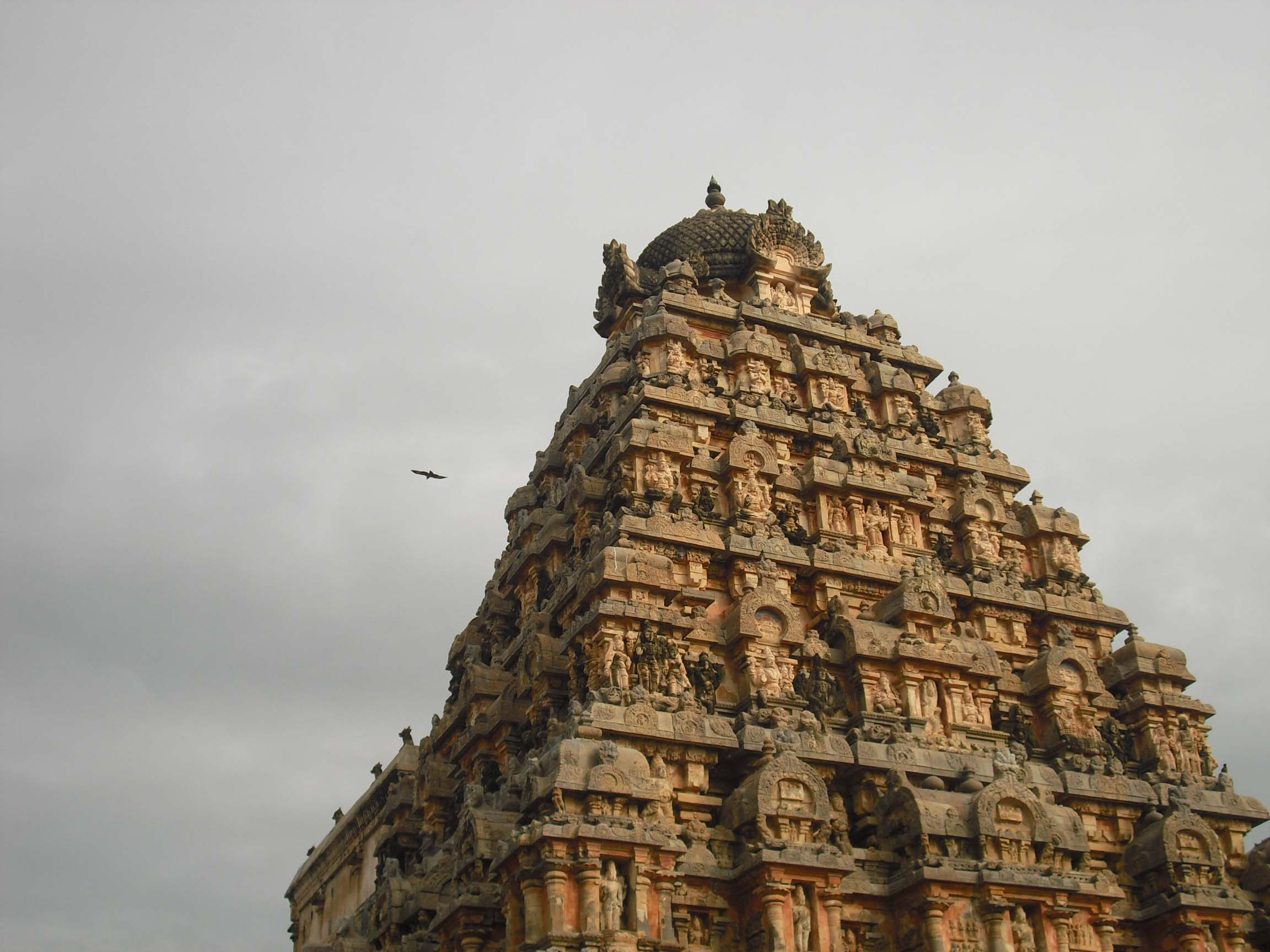
Vimana du temple d'Airavatesvara à Darasuram
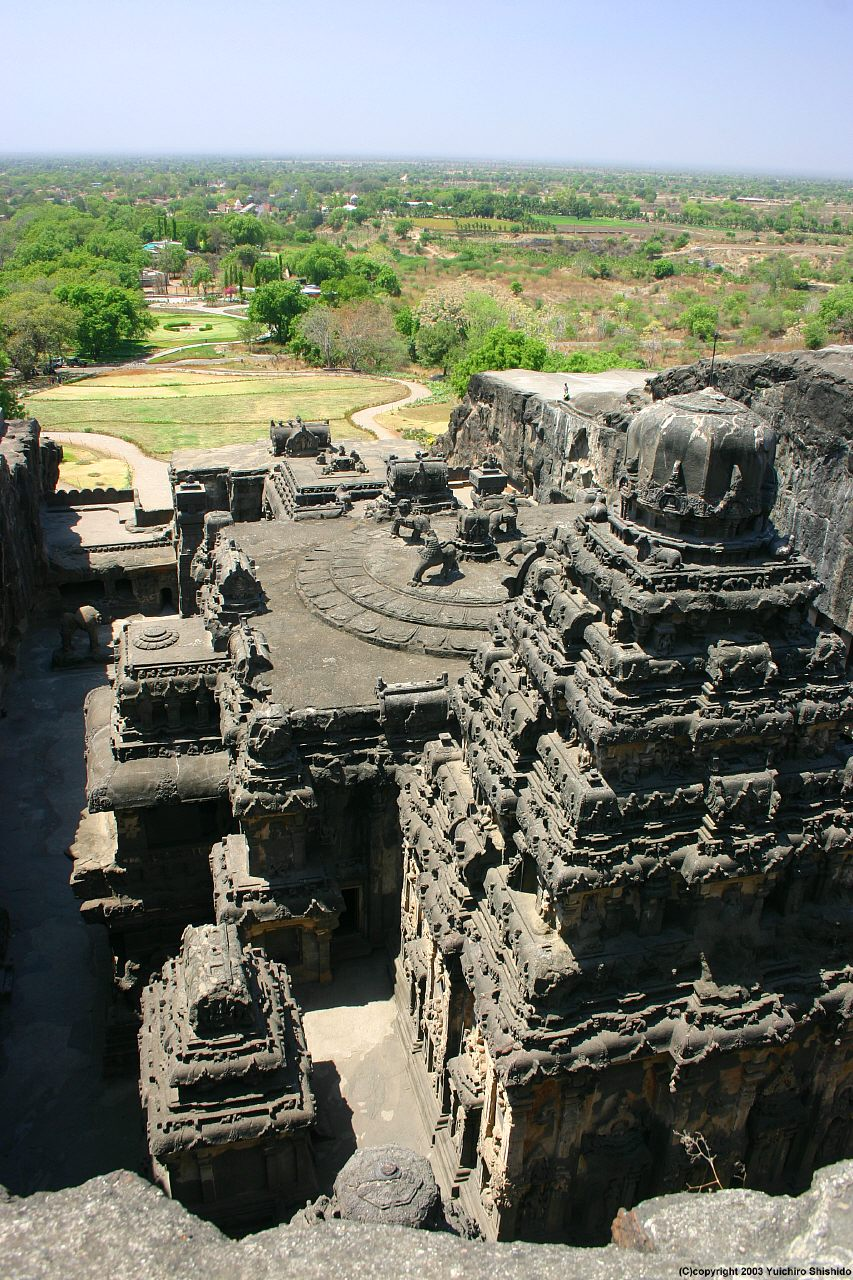
Vimana du temple de Kailâsanâtha (Ellora)